# Obžalovací řízení
Obžalovací řízení (též akuzační řízení) je způsob trestního řízení, v němž má soud hrát výhradně roli nestranného rozhodčího mezi stranami, aniž by se jakkoliv zapojoval do vyhledávání důkazů. Procesní strany jsou v takovémto řízení jsou státní zástupce a obviněný. Samotné řízení se má zahajovat na základě obžaloby, kterou podává státní zástupce. Důkazy mají aktivně hledat státní zástupce a obviněný (respektive jeho obhájce, na kterého má obviněný právo). Takovéto řízení je tradičně využíváno v zemích kde existuje právní systém zvykového práva.
Protikladem tohoto systému je inkviziční řízení, které se zahajuje z úřední povinnosti a v němž je soud nebo jeho část aktivně zapojena do vyhledávání důkazů případu. Inkviziční řízení se používá ve většině zemí západní Evropy a Latinské Ameriky. Ovšem ani zde se plně nevyužívá inkvizičního řízení, i když je proces veden ve smyslu inkvizičního řízení, většinou alespoň hlavní líčení využívá zásad akuzačního řízení.